# Agapanthia frivaldszkyi
Agapanthia frivaldszkyi — вид жесткокрылых из семейства усачей.

## Распространение
Распространён в Турции и Сирии.

## Описание
Жук длиной от 8 до 13 мм. Время лёта с мая по июнь.

## Развитие
Жизненный цикл вида длится год.